# Лабастид-сюр-Безорг
Лабасти́д-сюр-Безо́рг (фр. Labastide-sur-Bésorgues, окс. Labastide sur Bésorgues) — коммуна во Франции, находится в регионе Рона — Альпы. Департамент коммуны — Ардеш. Входит в состав кантона Антрег-сюр-Волан. Округ коммуны — Ларжантьер.
Код INSEE коммуны — 07112.

## Население
Население коммуны на 2008 год составляло 222 человека.
| 1962 | 1968 | 1975 | 1982 | 1990 | 1999 | 2008 |
| ---- | ---- | ---- | ---- | ---- | ---- | ---- |
| 169  | 248  | 189  | 183  | 192  | 176  | 222  |

## Экономика

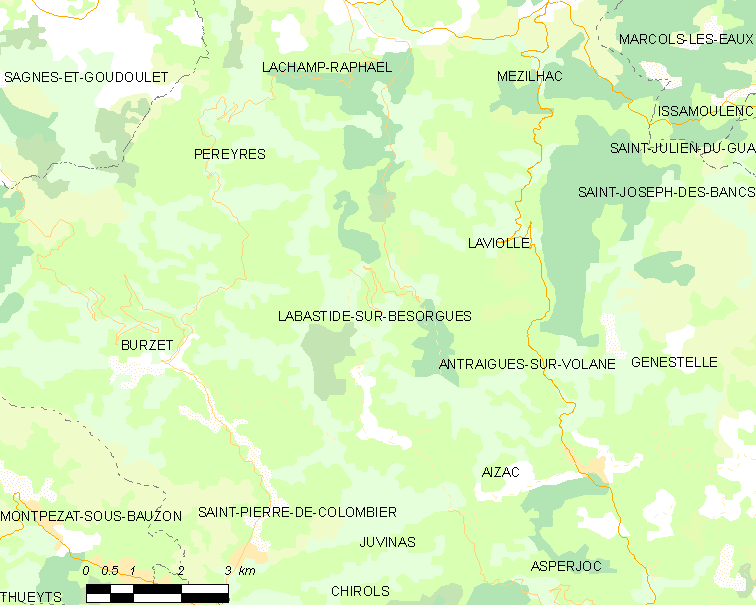
Карта коммуны

В 2007 году среди 125 человек в трудоспособном возрасте (15—64 лет) 93 были экономически активными, 32 — неактивными (показатель активности — 74,4 %, в 1999 году было 73,9 %). Из 93 активных работали 74 человека (43 мужчины и 31 женщина), безработных было 19 (9 мужчин и 10 женщин). Среди 32 неактивных 7 человек были учениками или студентами, 13 — пенсионерами, 12 были неактивными по другим причинам.